# کاپاراپی
کاپاراپی (انگلیسی: Caparrapí) نام شهری در کشور کلمبیا است.